# Blešno
Blešno (en allemand : Bleschno) est une commune du district de Hradec Králové, dans la région de Hradec Králové, en République tchèque. Sa population s'élevait à 439 habitants en 2022.

## Géographie
Blešno est arrosée par l'Orlice, un affluent de l'Elbe, et se trouve à 5 km à l'ouest-nord-ouest de Třebechovice pod Orebem, à 8 km à l'est de Hradec Králové et à 108 km à l'est-nord-est de Prague.
La commune est limitée par Divec et Librantice au nord, par Třebechovice pod Orebem à l'est, par Běleč nad Orlicí au sud, et par Hradec Králové au sud-ouest et à l'ouest.

## Histoire
La première mention écrite de la localité date de 1496.

## Transports
Par la route, Blešno trouve à 5 km de Třebechovice pod Orebem, à 8,5 km de Hradec Králové et à 129 km de Prague. 